# Corydalus australis
Corydalus australis is een insect uit de familie Corydalidae, die tot de orde grootvleugeligen (Megaloptera) behoort. De soort komt voor in Argentinië, Brazilië en Uruguay.